# Miławczyce
Miławczyce – wieś sołecka w Polsce położona w województwie świętokrzyskim, w powiecie kazimierskim, w gminie Czarnocin.
W latach 1975–1998 miejscowość administracyjnie należała do województwa kieleckiego.
| SIMC    | Nazwa     | Rodzaj    |
| ------- | --------- | --------- |
| 0236033 | Gościniec | część wsi |
| 0236040 | Hektary   | część wsi |
| 0236056 | Żabiniec  | część wsi |

## Zabytki
Park z XVIII w., przebudowany w początkach XIX oraz XX w., wpisany do rejestru zabytków nieruchomych (nr rej.: A.181 z 30.09.1959).